# 昊龙货运航天飞机
昊龙货运航天飞机，又称“昊龙一号”，是由中华人民共和国中国航空工业集团成都飞机设计研究所研制的一种可重复使用航天飞机，应用于中国载人航天工程中国空间站低成本货物运输系统。昊龙货运航天飞机的总设计师是房元鹏。
昊龙货运航天飞机已经完成了方案设计，正全面开展工程研制。
昊龙货运航天飞机预计使用朱雀三号运载火箭发射。

## 名称
“昊”在《诗经•小雅》中意为“广大无边”，“昊龙”一词寓意龙腾东方，驰骋九天，行者无疆，福泽四海。

## 历史
2023年5月16日，中国载人航天工程办公室发布中国空间站低成本货物运输系统总体方案征集公告，主要技术指标要求为货物运输航天器密封舱货物上行能力不小于1.8吨，密封舱货物装载空间不小于7立方米；能够与空间站完成交会对接并在轨停靠不小于3个月；废弃物下行销毁能力不小于2吨；发射场测试发射流程不大于30天；货物运输成本不大于1.2亿元/吨等。
2023年9月25日，中国载人航天工程办公室发布低成本货物运输系统初选结果公告，在9家单位提交的10份符合要求的方案中，中国航空工业集团公司成都飞机设计研究所提交的方案名列4份获得工程支持的方案之一，进入方案详细设计阶段。
2024年10月29日，中国载人航天工程办公室宣布，中国航空工业集团成都飞机设计研究所的昊龙货运航天飞机方案与中国科学院微小卫星创新研究院的轻舟货运飞船方案共同在低成本货物运输系统竞标中胜出，获得工程飞行验证阶段合同。
2024年11月，第十五届中国航展期间，昊龙货运航天飞机进行了首次公开亮相，展示了缩比模型、模拟动画等内容。
2025年2月，昊龙货运航天飞机预计选择朱雀三号运载火箭作为发射载具。

## 设计
昊龙货运航天飞机长10米、宽8米，总质量不超过天舟货运飞船的一半（即不超过约7吨），是一种带翼飞行器。昊龙采用大翼展高升阻比气动布局，机身为钝头体，两侧为一副配有翼尖小翼的大后掠三角翼，整个机翼可以从翼根处向上折叠，在升空后再展开，后部有一个垂直尾翼。昊龙的尾部有一个配有保护罩的对接口、4台主姿态控制发动机，机体底部配有隔热材料。昊龙的机内腹部配有可收放的“前三点式”轮式起落架，背部配有可展开的太陽能電池板与散热装置，尾部对接口则连接内部货仓，货仓通道的高度和宽度为1.4米。
昊龙货运航天飞机兼顾航天器和航空器的特点，垂直发射，水平着陆，具备可重复使用能力。在发射时，昊龙以机翼折叠状态置于整流罩内，通过搭乘运载火箭发射升空，入轨分离后展开机翼、打开交会对接保护罩，与中国空间站交会对接；对接期间，航天员可以通过对接口进出昊龙货舱，根据需要随时进行上行货物取用或者下行物资存储；在返回时，昊龙脱离空间站后经离轨制动、再入飞行、无动力滑翔，在机场跑道水平着陆。经检测维护后，达到再次执行货物运输任务的状态。
昊龙具有较大的货物上下行能力、通过多次重复使用，能够进一步降低空间站货物运输成本。
早期设计方案的昊龙尺寸较小，内部货仓通道的高度和宽度为0.8米，后来为了满足航天员在货仓内实现转身的需求，将货仓通道扩大至1.4米，昊龙的整体尺寸相应增大，大幅改变了外形设计。

## 参阅
- 天舟货运飞船
- 中国空间站低成本货物运输系统
  - 轻舟货运飞船
- 追梦者号航天飞机